# Wrath of Man
Wrath of Man er en action thriller film fra 2021 instrueret af Guy Ritchie, der var med til at skrive den sammen med Ivan Atkinson og Marn Davies. Den er løst baseret på den franske film Cash Truck fra 2004. Det er den fjerde film, som Ritchie instruerer, hvor Jason Statham spiller hovedrollen, og den første siden Revolver (2005). Blandt de øvrige medvirkende er Holt McCallany, Jeffrey Donovan, Chris Reilly, Josh Hartnett, Laz Alonso, Raúl Castillo, DeObia Oparei, Eddie Marsan og Scott Eastwood. Filmen omhandlet H (Statham) der er ny ansat i et værditransportselskab i Los Angeles, som stopper et røveri, hvilket leder til spørgsmål om hans håndtering og skydevåben og gådefulde baggrund.
Wrath of Man blev udgivet i adskillige lande d. 22. april, 2021, og d. 7. maj i USA. Den modtog blandende anmeldelser, men indspillede for $104 mio. på verdensplan mod et budget på $40 mio.

## Medvirkende
- Jason Statham som H
- Holt McCallany som Bullet
- Jeffrey Donovan som Jackson
- Josh Hartnett som Boy Sweat Dave
- Laz Alonso som Carlos
- Raúl Castillo som Sam
- DeObia Oparei som Brad
- Eddie Marsan som Terry
- Scott Eastwood som Jan
- Darrell D'Silva som Mike
- Babs Olusanmokun som Moggy
- Chris Reilly som Tom

## Eksterne Henvisninger
- Wrath of Man på Internet Movie Database (engelsk)
- Wrath of Man på Filmdatabasen
- Wrath of Man i Svensk Filmdatabas (svensk)
- Wrath of Man på AlloCiné (fransk)
- Wrath of Man på MovieMeter (nederlandsk)
- Wrath of Man på AllMovie (engelsk)
- Wrath of Man på The Movie Database (engelsk)
- Wrath of Man på Rotten Tomatoes (engelsk)
- Wrath of Man på Metacritic (engelsk)
- Wrath of Man på Filmaffinity (engelsk)